# Кубок мира по гандболу
Кубок мира — бывший международный турнир по гандболу для мужских и женских сборных.
Кубок мира для мужских сборных был впервые розыгран в Швеции в 1971 году. Последний розыгрыш состоялся в 2010 году.
Кубок мира для женских сборных проводится с 2005 года в Дании, проводился ежегодно. Последний розыгрыш состоялся в 2010 году.

## Регламент турнира
В Кубке мира мужских сборных участвуют восемь сильнейших команд, разбитых на две группы (чемпионы мира, Европы и последних Олимпийских игр). Сначала проходят групповые игры — каждый с каждым, затем перекрёстные полуфиналы (Победитель группы играет с командой, занявшая 2-е место в другой группе). Победители полуфиналов разыгрывают главный приз, а проигравшие встречаются в «малом» финале за 3-е место.
В Кубке мира для женских сборных также участвуют восемь сильнейших команд (чемпионы мира, Европы и последних Олимпийских игр).
Постоянные участники — хозяйка соревнования Дания и соседи Швеция и Норвегия.

## Призёры соревнований
Мужчины
| Год  | 1-е место | 2-е место | 3-е место |
| ---- | --------- | --------- | --------- |
| 1971 | Югославия | СССР      | Румыния   |
| 1974 | Югославия | Польша    | ФРГ       |
| 1979 | СССР      | Польша    | ФРГ       |
| 1984 | СССР      | Дания     | Югославия |
| 1988 | ГДР       | ФРГ       | Швеция    |
| 1992 | Швеция    | Югославия | Испания   |
| 1996 | Швеция    | Россия    | Франция   |
| 1999 | Германия  | Россия    | Швеция    |
| 2002 | Франция   | Дания     | Германия  |
| 2004 | Швеция    | Дания     | Франция   |
| 2006 | Хорватия  | Тунис     | Швеция    |
| 2010 | Дания     | Швеция    | Исландия  |

Женщины
| Год  | 1-е место | 2-е место        | 3-е место |
| ---- | --------- | ---------------- | --------- |
| 2005 | Норвегия  | Республика Корея | Россия    |
| 2006 | Россия    | Румыния          | Дания     |
| 2007 | Россия    | Франция          | Норвегия  |
| 2008 | Норвегия  | Дания            | Франция   |
| 2009 | Румыния   | Норвегия         | Германия  |
| 2010 | Румыния   | Норвегия         | Франция   |
| 2011 | Россия    | Норвегия         | Франция   |